# Re Lear (Cagnoni)
Re Lear è un'opera in quattro atti di Antonio Cagnoni, su libretto di Antonio Ghislanzoni. La prima rappresentazione ebbe luogo il 19 luglio 2009 a Martina Franca, nel corso della XXXV edizione del Festival della Valle d'Itria.
Cagnoni cominciò a pensare a un'opera basata sul Re Lear shakespeariano nel 1880. Il libretto venne scritto nel 1885 da Ghislanzoni; un'edizione a stampa apparve nel 1900, dopo la morte di Cagnoni, ma l'opera non venne mai rappresentata. Il Festival della Valle d'Itria decise di allestire l'opera dopo il successo ottenuto nel 2008 da un altro lavoro di Cagnoni, Don Bucefalo. Nella musica, forse anche a causa del lungo periodo intercorso tra il concepimento del lavoro e la realizzazione del libretto, si trovano disparate influenze, da Verdi a Donizetti a Wagner. L'opera, nonostante «belle melodie orchestrate con mano sapiente» venne giudicata di poco spessore drammaturgico.

## Interpreti della prima rappresentazione
| Personaggio            | Interprete                   |
| ---------------------- | ---------------------------- |
| Re Lear                | Costantino Finucci           |
| Cordelia               | Serena Daolio                |
| Gonerilla              | Maria Leone                  |
| Regana                 | Eufemia Tufano               |
| Il duca di Cornovaglia | Giovanni Coletta             |
| Conte di Gloster       | Vladimir Mebonia             |
| Edgaro                 | Danilo Formaggia             |
| Edmondo                | Cristian Camilo Navarro Diaz |
| Il conte di Kent       | Domenico Colaianni           |
| Il Matto               | Rasha Talaat                 |

Orchestra Internazionale d´Italia.

Coro: Slovak Chamber Choir.

Direttore: Massimiliano Caldi.

Maestro del coro: Pavol Procházka.

Regista: Francesco Esposito.

Scenografo: Nicola Rubertelli.

Costumista: Maria Carla Ricotti.

Coreografo: Domenico Iannone.

## Trama
La vicenda è simile a quella del Re Lear di Shakespeare, ma Ghislanzoni fece alcuni cambiamenti e notevoli semplificazioni.

### Atto I
Gran sala nel palazzo del Re Lear.
L'anziano re Lear ha deciso di dividere il suo regno fra le tre figlie Gonerilla, Regana e Cordelia. In un eccesso di vanità senile, il re propone una gara: ogni figlia riceverà dei territori in proporzione all'amore verso il padre che saprà dimostrare con le sue parole. Gonerilla e Regana accettano, mentre Cordelia si rifiuta di gareggiare con l'adulazione delle sorelle maggiori, poiché è convinta che i suoi veri sentimenti sarebbero immiseriti dall'adulazione. Lear, per ripicca, divide la parte del regno che le spetterebbe fra Gonerilla e Regana, e mette al bando Cordelia. Lear caccia condanna all'esilio anche il vassallo Edgaro, segretamente innamorato di Cordelia, che ha tentato di difenderla.

### Atto II
Luogo campestre nelle vicinanze di Douvres.
Regana e Gonerilla, nonostante le loro adulazioni, si sono rivelate infedeli al padre e gli si sono ribellate. Lear decide di recarsi al castello del duca di Cornovaglia, marito di Regana, nella speranza di indurre la figlia a più miti consigli. Edgaro, intanto, riesce a confessare il proprio amore a Cordelia, e le promette che andrà sulle tracce di Lear per tentare di ottenere per lei il perdono.
Grandiosa sala nel castello di Regana.
Al castello di Regana, dove è giunta anche Gonerilla, è in corso una festa. Giunge anche Lear, ma subito ha luogo una violenta lite tra lui e le figlie. Lear riparte furibondo, dopo avere maledetto Regana e Gonerilla.

### Atto III
Fitta boscaglia. A molta distanza, il castello di Gloster.
Edgaro si aggira nella boscaglia in vesti da mendicante. Incontra il padre, il conte di Gloster, che è stato fatto accecare da Regana per punirlo di avere preso le parti di Lear. Poco dopo giunge lo stesso Lear, che ha perso la ragione e vaga farneticando. Alla vista di Edgaro e del padre, Lear li scambia per i fantasmi di Regana e Gonerilla e teme che cerchino di aggredirlo.
Giardino presso la casa di Cordelia.
Lear viene condotto nella casa di Cordelia. Qui il re, accolto amorevolmente, ritrova la ragione e si riappacifica con la figlia, riconoscendo che era l'unica a nutrire per lui vero affetto.

### Atto IV
Sala nel castello di Gloster.
Il popolo, guidato da Cordelia ed Edgaro, si è ribellato alla crudeltà di Regana e Gonerilla, le cui truppe hanno avuto la peggio. Edgaro incontra Regana e la minaccia di morte, ma Regana gli rivela che Cordelia è caduta nelle mani di Edmondo, fratellastro di Edgaro, che si è recato al campo degli insorti fingendosi loro amico. Edmondo in realtà è un partigiano di Regana, e ha promesso di uccidere Cordelia se a Regana verrà fatto del male.
Accampamento degli insorti, a poca distanza dal castello di Gloster.
Edmondo riesce a rimanere solo con Cordelia e la uccide, prima che Lear, messo in allarme da Gloster, che nutre dubbi sulla fedeltà del figlio, possa intervenire. Edgaro si precipita allarmato ma non può fare più nulla e anche Lear muore, straziato dal dolore.

## Discografia
2009 - Una registrazione dal vivo dell'opera venne effettuata in occasione degli spettacoli del 19 e 21 luglio 2009 al Festival della Valle d'Itria e pubblicata dall'etichetta Dynamic (CDS 648/1-2).